# Левково
Левко́во (рос. Левково) — присілок у складі Дмитровського міського округу Московської області, Росія.

## Населення
Населення — 84 особи (2010; 81 у 2002).
Національний склад (станом на 2002 рік):
- росіяни — 92 %